# Tüscherz-Alfermée
Tüscherz-Alfermée var en kommun i amtsbezirk Nidau, Bern, Schweiz.
Den 1 januari 2010 bildades kommunen Twann-Tüscherz genom en sammanslagning av kommunerna Twann och Tüscherz-Alfermée.
Kommunen bestod av byarna Tüscherz och Alfermée vid Bielsjön.